# Crash (2004)
Crash är en amerikansk dramafilm från 2004, skriven, producerad och regisserad av Paul Haggis. Filmen är en ensemblefilm och i rollistan finns bland andra Sandra Bullock, Don Cheadle, Matt Dillon, Jennifer Esposito, William Fichtner, Brendan Fraser, Terrence Howard, Chris "Ludacris" Bridges, Thandie Newton, Michael Peña och Ryan Phillippe. Filmen mottog sex Oscarsnomineringar och vann tre för bästa film, bästa originalmanus och bästa klippning. Den nominerades också till nio BAFTA Awards och vann två.

## Handling
I Los Angeles är rasismen och det grova våldet aldrig långt borta. En grupp på 8-10 stadsbor kommer på olika sätt i kontakt med varandra under 24 timmar. De berörs alla av våld, rasism och fördomar samt de sociala spänningar som detta för med sig och separerar invånargrupper i staden. 
En rik hemmafru tror att den latinamerikanske låssmeden Daniel är en kåkfarare och gängmedlem när han är i själva verket är en hårt arbetande pappa till en 5-åring och som flyttat till ett lugnt villaområde för att slippa våldet som ständigt var närvarande där de bodde tidigare. En svart kriminaldetektiv kallar sin älskarinna för mexikanska trots att hennes föräldrar är från Puerto Rico respektive El Salvador.
En persisk butiksägare skaffar sig en pistol för att kunna skydda sig från galningar och får en låssmed att byta ut låset, men tror han blir lurad när låssmeden råder honom att skaffa en helt ny dörr. Inbrottstjuvar vandaliserar butiken och butiksägaren åker hem till låssmeden för att göra upp. Svarta killar ser rädsla i vita människors ögon när de möts på gatan.

## Rollista i urval
- Don Cheadle - Graham Waters, kriminaldetektiv
- Matt Dillon - John Ryan, patrullerande polis
- Jennifer Esposito - Ria, Grahams älskarinna
- Terrence Howard - Cameron Thayer, TV-regissör
- Thandie Newton - Christine Thayer, Camerons fru
- Brendan Fraser - Distriktsåklagare Richard 'Rick' Cabot
- Sandra Bullock - Jean Cabot, hemmafru
- Ludacris - Anthony , småbrottsling
- Larenz Tate - Peter Waters, småbrottsling
- Ryan Phillippe - Tom Hanson, patrullerande polis
- Michael Peña - Daniel, låssmed
- Tony Danza - Fred , Camerons producent
- Shaun Toub - Farhad, Persisk butiksägare
- Loretta Devine - Shaniqua Johnson

## Om filmen
Crash hade egentligen premiär på Toronto Film Festival hösten 2004, men det var först i maj 2005 som filmen började gå på amerikanska biografer. I Sverige hade filmen premiär 9 september 2005. Filmen är Paul Haggis regissörsdebut, han skrev tidigare manuset till Clint Eastwoods Million Dollar Baby. Haggis hade en väldigt snål budget till sitt förfogande, endast sammanlagt 7 miljoner dollar. Filmen har dock spelat in minst 55 miljoner dollar. Vid Oscarsgalan 2006 var Crash nominerad i kategorierna "Bästa film", "Bästa originalmanus" och "Bästa filmredigering". Filmen vann överraskande priset i kategorin "Bästa film", i konkurrens med favorittippade Brokeback Mountain.
Filmen handlar om rasism, fördomar och sociala spänningar mellan olika minoritetsgrupper en kall vinterdag i Los Angeles. Filmen har ofta jämförts med Robert Altmans Short Cuts, Michael Manns Collateral och Paul Thomas Andersons Magnolia.